# Petar Ivanov
Petar Ivanov   (Zadar, 1894 - 1961), italianitzat Pietro Ivanov, fou un remer italià que va competir durant la dècada de 1920. Era nascut a Zara, província del Regne d'Itàlia en el període d'entreguerres.
El 1924 va prendre part en els Jocs Olímpics de París, on disputà la prova del vuit amb timoner del programa de rem, en què guanyà la medalla de bronze.